# Convento dell'Osservanza (Montalcino)
Il convento dell'Osservanza, con le annesse chiese della Natività di Maria e della Compagnia di San Bernardino, è un complesso sacro che si trova nella località omonima a Montalcino.
Le memorie del convento risalgono al XVI secolo, ma la costruzione attuale è del XVIII secolo.

## La chiesa della Natività di Maria
La chiesa della Natività di Maria è ad unica navata con cappelle laterali. Tra le altre opere si segnalano una cinquecentesca Pietà di Marco Bigio e un Crocifisso in legno intagliato e dipinto della prima metà del XIV secolo. Da questa chiesa sono state trasferite al Museo la tavola di Girolamo di Benvenuto con l'Assunzione della Vergine e i Santi Francesco e Antonio da Padova e la tavola con San Bernardino e due Angeli di Sano di Pietro.

## La chiesa della Compagnia di San Bernardino
La chiesa della Compagnia di San Bernardino, già facente parte del convento, si presenta ad unica navata con altare in stucco del 1777.